# Hemipodus armatus
Hemipodus armatus är en ringmaskart som beskrevs av Hartman 1950. Hemipodus armatus ingår i släktet Hemipodus och familjen Glyceridae. Inga underarter finns listade i Catalogue of Life.